# André Parrot
Pour les articles homonymes, voir Parrot.
André Parrot, né le 15 février 1901 à Désandans (Doubs) et mort le 24 août 1980 à Paris, est un pasteur et archéologue français, spécialiste du Proche-Orient ancien. Il est le premier directeur du Musée du Louvre de 1968 à 1972, après avoir dirigé le département des antiquités orientales du musée du Louvre de 1946 à 1968.

## Biographie
Protestant de tradition luthérienne, fils d'un pasteur originaire du pays de Montbéliard, André Parrot étudie la théologie à la Sorbonne et à la faculté de théologie protestante de Paris. Il passe un doctorat en théologie. Il est pasteur de Église évangélique luthérienne de France.
Il étudie l'histoire de l'art à l'École du Louvre. En 1926-1927, il devient membre de l'École biblique et archéologique de Jérusalem. Il est archéologue spécialiste du Proche-Orient ancien.

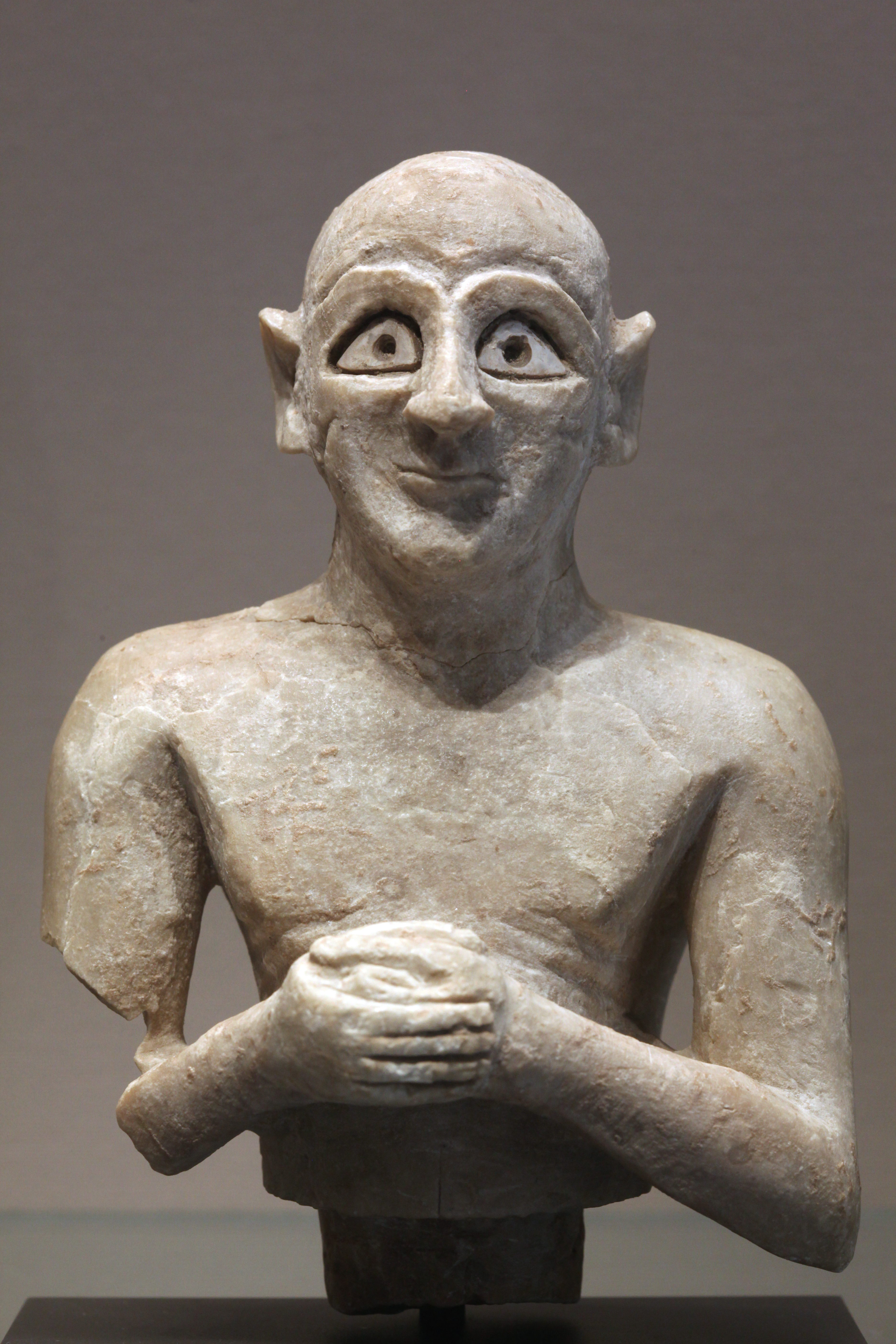
Buste d'homme en prière trouvé aux fouilles de Mari, 2500 - 2400 av. J.C.

En 1926-1927, il participe aux fouilles de Neirab, en Syrie, et en 1928 à celles de Byblos, au Liban. En 1927-1928, il dirige les fouilles de Baalbek. En 1930, il est nommé sous-directeur des fouilles de Tello, puis est directeur des fouilles de Tello de 1931 à 1933 et de Larsa, en Irak, en 1933. Il découvre à Larsa le vase d'Ishtar, conservé aujourd'hui au département des Antiquités orientales du Louvre. À partir de 1933, il est directeur des fouilles du site royal de Mari, en Syrie (la 13e campagne a lieu en 1963).
Il enseigne à la Faculté de théologie protestante de Paris. De 1937 à 1949, il est chargé de cours de langue et littérature hébraïques, puis de 1950 à 1955, d'histoire des religions. À partir de 1937, il est professeur à l'École du Louvre en archéologie orientale et en histoire générale de l'art. À partir de 1942, il dirige la revue Syria, avec René Dussaud et Henri Seyrig, et la Revue d'assyriologie et d'archéologie orientale, avec Édouard Dhorme et Georges Contenau.
En 1937, il est conservateur-adjoint des Musées nationaux. En 1946, il devient conservateur en chef au musée du Louvre, aux antiquités orientales et arts musulmans. En 1958, il est secrétaire général de la commission des fouilles et missions archéologiques. Il est le premier directeur du Musée du Louvre, de 1968 jusqu'à sa retraite en 1972.
En 1963, il est élu à l'Académie des inscriptions et belles-lettres. En 1975, il est candidat à l'Académie française.
Les archives scientifiques des fouilles archéologiques de André Parrot sont déposées au Pôle archives de la Maison des Sciences de l’homme Mondes.

## Famille
Il épouse en premières noces Henriette Cazelles, dont il a cinq enfants. En 1960, il épouse en secondes noces l'organiste du temple protestant de l'Oratoire du Louvre, Marie-Louise Girod.

## Distinctions
Source
- Grand officier de la Légion d'honneur (1979)[9]
- Officier de l'ordre des Arts et des Lettres
- Croix de guerre 1939–1945
- Docteur honoris causa de l'université d'Utrecht (1961)
- Membre de l'Académie des inscriptions et belles-lettres
- Associé ordinaire de l'Institutum archeologicum germanicum (Francfort-sur-le-Main) (1953)
- Membre de la British Academy (1962)

## Ouvrages
Sa bibliographie, rédigée dans ses Titres et travaux, en vue d'une élection au Collège de France en 1963, comprend 426 titres.
- Villes enfouies : trois campages de fouilles en Mésopotamie, Paris : Je Sers, 1934.
- Mari, une ville perdue, Paris : Je Sers, 1936.

- Prix Montyon 1938 de l’Académie française
- Le "refrigerium" dans l'Au-delà, Paris : E. Leroux, 1937.
- Malédictions et violations des tombes, Paris : Geuthner, 1939.
- Archéologie mésopotamienne. I, Les Étapes, Paris : Albin Michel, coll. Sciences d'aujourd'hui, 1946.
- Le Département des Antiquités orientales. Musée du Louvre. Guide sommaire, Paris : Édition des Musées nationaux, 1947; nouv. éd. 1954.
- Tello. Vingt campagnes de fouilles (1877-1933), Paris : Albin Michel, 1948.
- Ziggurats et Tour de Babel, Paris : Albin Michel, 1949.
- Découvertes des mondes ensevelis, Paris : Delachaux, 1952.
- Déluge et Arche de Noé, Paris-Neuchâtel, 1952.
- La Tour de Babel, Paris-Neuchâtel, 1953.
- Archéologie mésopotamienne. II, Technique et Problèmes, Paris : Albin Michel, coll. Sciences d'aujourd'hui, 1953.
- Ninive et l'Ancien Testament, Paris-Neuchâtel, 1953.
- Mari, Paris-Neuchâtel : Ides et Calendes, 1953.
- Le Temple de Jérusalem, Paris-Neuchâtel, 1954.
- Glyptique mésopotamienne. Fouilles de Lagash (Tello) et de Larsa (Senkereh) (1931-1933), Paris : Geuthner, 1954.
- La sculpture orientale au musée du Louvre, Paris : SNEP, 1954.
- Golgotha et Saint-Sépulchre, Paris-Neuchâtel, 1955.
- Samarie, capitale du royaume d'Israël, Paris-Neuchâtel, 1955.
- Mission archéologique de Mari. vol. 1. Le Temple d'Ishtar, Paris : Geuthner, 1956.
- Babylone et l'Ancien Testament, Paris-Neuchâtel, 1956.
- Le Musée du Louvre et la Bible, Paris-Neuchâtel, 1957.
- Mission archéologique de Mari. vol. 2. Le Palais, Paris, 1958-1959, 3 tomes.
- Sumer, "L'Univers des Formes", Paris : Gallimard, 1960-1961, 3 vol.
- Histoire de l'art. Encyclopédie de la Pléiade : Asie occidentale ancienne, Paris : Gallimard, 1961.
- Abraham et son temps, Éditions Delachaux et Niestlé, 1962.
- Le Trésor d'Ur, 1968.
- L'Art de Sumer, 1970.
- Les fouilles de Mari, 18e et 19e campagnes, 1970-1971.
- Mari, capitale fabuleuse, Paris : Payot, coll. Bibliothèque historique, 1974, 224 p., 96 fig., 32 pl.
- (avec Maurice Chéhab, Sabatino Moscatio) :Les Phéniciens. L'expansion phénicienne; Carthage, Paris : Gallimard, 1975.
- L'archéologie, 1976,  (ISBN 2-228-89009-X)
- L'aventure archéologique, 1979,  (ISBN 2-221-00392-6)[10]